# Flughafen Santander

i7
i11
i13
Der Flughafen Santander „Seve Ballesteros“ (spanisch Aeropuerto de Santander-Seve Ballesteros oder Aeropuerto de Parayas, IATA-Code: SDR, ICAO-Code: LEXJ) ist ein Verkehrsflughafen bei Santander in der Provinz Kantabrien im Norden Spaniens.

## Lage und Verkehrsanbindung
Der Flughafen liegt an der Bucht von Santander, südlich des Frachthafens von Santander, ca. vier Kilometer südlich des Stadtzentrums auf dem Gebiet der Gemeinde Maliaño.
Omnibusse verkehren von morgens bis spätabends im Halbstundentakt zwischen der Stadtmitte und dem Flughafen.
Die Schnellstraße S-10 führt vom Flughafen nach Norden zur Autovía A-67, die nach Westen und Süden führt, und weiter nach Norden in die Stadt, in Gegenrichtung führt sie im Südosten auf die Europastraße 70 nach Osten.

## Geschichte
Der erste Flugplatz Santanders befand sich im Stadtteil La Albericia. Seine größte Bedeutung erhielt er während des Spanischen Bürgerkrieges, nach Eroberung der Stadt durch die Franquisten diente er zeitweise auch der deutschen Legion Condor als Einsatzort. Die Heinkel He 111 der Kampfgruppe 88 flogen von hier im September 1937 die meisten ihrer Angriffe auf Gijón. Der anschließend aufgenommene zivile Flugbetrieb wurde 1948 eingestellt.
Während des Bürgerkrieges existierte südöstlich der Bucht von Santander zwischen Pontejos und Rubayo ein zweiter militärischer Flugplatz.
Ein neuer Flughafen entstand ab 1947 an der Stelle des heutigen Flughafens, der 1953 eröffnet wurde und ab 1957 als internationaler Verkehrsflughafen klassifiziert war. Zwischen 1974 und 1977 war die Einrichtung geschlossen und wurde umfangreich umgebaut, die Wiedereröffnung erfolgte 1977.
Am 16. April 2015 wurde der Flughafen nach dem kantabrischen Profigolfer Seve Ballesteros (1957–2011) benannt.

## Flughafenanlagen

### Start- und Landebahn
Der Flughafen Santander verfügt über eine Start- und Landebahn. Sie trägt die Kennung 11/29, ist 2.320 Meter lang, 45 Meter breit und hat einen Belag aus Asphalt.

### Passagierterminal
Das Passagierterminal des Flughafens hat eine Kapazität von 1,5 Millionen Passagieren pro Jahr. Es ist mit sieben Flugsteigen ausgestattet.

## Fluggesellschaften und Ziele
International fliegen Ryanair sowie Ryanair UK von und nach Santander. Ryanair bietet daneben auch innerspanische Strecken von und nach Santander an. Die Fluggesellschaften Air Nostrum, Binter Canarias, Volotea und Vueling Airlines fliegen ausschließlich Inlandsziele an. 2019 flogen sieben größere Fluggesellschaften (mehr als 5.000 Passagiere pro Jahr) den Flughafen an.

## Verkehrszahlen
| Jahr  | Fluggastaufkommen | Luftfracht (Tonnen) | Flugbewegungen |
| ----- | ----------------- | ------------------- | -------------- |
| 2024* | 1.095.308         | 0,020               | 11.721         |
| 2023  | 1.242.089         | 0,076               | 12.589         |
| 2022  | 1.102.439         | 0,286               | 12.191         |
| 2021  | 503.466           | 0,009               | 8.032          |
| 2020  | 335.280           | 0,026               | 5.944          |
| 2019  | 1.174.999         | 0,165               | 11.238         |
| 2018  | 1.103.353         | 0,000               | 11.258         |
| 2017  | 937.643           | 3,244               | 10.989         |
| 2016  | 778.318           | 0,625               | 9.822          |
| 2015  | 875.920           | 0,318               | 10.796         |
| 2014  | 815.636           | 0,280               | 10.333         |
| 2013  | 974.043           | 1,828               | 12.263         |
| 2012  | 1.117.630         | 1,076               | 15.148         |
| 2011  | 1.116.398         | 1,055               | 17.072         |
| 2010  | 919.871           | 2,207               | 16.667         |
| 2009  | 958.157           | 11,076              | 18.756         |
| 2008  | 856.606           | 37,482              | 19.198         |
| 2007  | 761.780           | 1,473               | 16.998         |
| 2006  | 649.447           | 3,119               | 15.195         |
| 2005  | 644.662           | 343,835             | 16.148         |
| 2004  | 342.559           | 27,274              | 11.643         |
| 2003  | 253.756           | 39,817              | 11.326         |
| 2002  | 262.070           | 39,298              | 11.243         |
| 2001  | 272.383           | 100,832             | 9.868          |
| 2000  | 260.767           | 235,897             | 9.605          |

* 2024: Vorläufige Daten